# North Slope megye
North Slope megye az Amerikai Egyesült Államok, Alaszka államának egyik megyéje. Székhelye és legnagyobb városa Utqiaġvik. Lakosainak száma 11 031 fő (2020. április 1.). North Slope megye Yukon-Koyukuk Census Area, Northwest Arctic és Yukon megyékkel határos.

## Népesség
A megye népességének változása:
| Lakosok száma | 9465 | 9531 | 9634 | 9686 | 9687 | 11 031 |
|               | 2010 | 2011 | 2012 | 2013 | 2015 | 2020   |